# Ondřej Jerin
Ondřej Jerin (1540?, Riedlingen – 5. listopadu 1596, Nisa) byl římskokatolický duchovní, v letech 1585–1596 biskup vratislavský.

## Životopis
Ondřej Jerin pocházel z měšťanské rodiny. Studoval v Dillingenu an der Donau, Lovani a na Collegium Germanicum v Římě, kde byl vysvěcen na kněze. Zpočátku byl kaplanem švýcarské gardy, později získal titul z filozofie na univerzitě v Bologni. Po návratu do Švábska nastoupil na místo pastora v Dillingenu.
Roku 1570 jej papežská komise přeřadila do vratislavské kapituly a o pět let později se stal kanovníkem v Nise. Mezi lety 1574 a 1575 byl ve Vratislavi rektorem semináře. Roku 1578 se stal proboštem katedrální kapituly a 1. července 1585 byl zvolen vratislavským biskupem. Svěcení proběhlo 3. února 1586.
Ondřej Jerin za svého života pečoval o rozvoj řeholního života v diecézi a kladl velký důraz na záležitosti semináře. Byl také mecenášem umění. Pro svého synovce koupil pozemek v Sestřechovicích, kde nechal zbudovat honosné sídlo. Dnes jsou z něj však jen ruiny. Zachovala se pouze barevná výzdoba. Další palác pro svou rodinu nechal zbudovat blízko Pačkova. Největší investicí však byla rekonstrukce zámku v Otmuchově. Kromě jiného nechal také rozšířit městské hradby v Nise a Wiązówě. Jeho ostatky jsou uloženy v katedrále svatého Jana Křtitele.